# SV Cosmos
Le SV Cosmos est un club de football surinamien basé à Paramaribo.

## Historique
- 2003 : le club est renommé SV Cosmos (Auparavant le club se nommait SV Road)